# 조신의 묘
조신의 묘(趙愼의 墓)는 대한민국 충청남도 부여군 장암면 점상리에 있는, 고려 후기의 학자이자 충절인 조신 선생의 묘이다. 1984년 5월 17일 충청남도의 문화재자료 제119호로 지정되었다.

## 개요
고려 후기의 학자이자 충절인 조신 선생의 묘이다. 선생의 원래 이름은 사겸이었는데 신돈의 섭정으로 조정이 어지러워지자 벼슬을 버리고 충청남도 부여 임천에 숨어 지내면서 신(愼)으로 바꾸었다.
봉상대부 회양부사를 지냈으며 당대의 학자인 이색·정몽주와도 가까이 지냈다. 그는 조선 태종의 어릴적 스승이기도 하여 태종이 왕위에 오른 후 그의 자손들에게 벼슬을 주며 후대하였다.
묘비는 처음에 후손인 조속(趙涑)이 유적들을 모아 세웠지만 닳은 정도가 심하여 영조 10년(1734)에 다시 세운 것이다. 지금의 비문은 후손 조최수가 글을 짓고 조현명이 글씨를 쓴 것이다.

## 같이 보기
- 조신
- 덕림병사 고려의 조신 선생을 제사 지내는 곳으로 고려 후기에 지은 것으로 전하고 있다.

## 참고 문헌
- 조신의묘 - 국가유산청 국가유산포털